# Anatoli Alexejewitsch Sintschenko
Anatoli Alexejewitsch Sintschenko (russisch Анатолий Алексеевич Зинченко; * 8. August 1949 in Stalinsk, Sowjetunion) ist ein ehemaliger russischer Profifußballer. Er war der erste sowjetische Fußballspieler, der für einen Verein in Westeuropa spielte.

## Karriere
Sintschenko begann seine Karriere beim Zweitligisten Traktor Wolgograd in der damaligen Wtoraja Gruppa A, wo er zwischen 1967 und 1968 26 Ligaspiele bestritt. 1968 wechselte er zum FK SKA Rostow in die höchste sowjetische Spielklasse Perwaja Gruppa A. In der Folge bestritt Sintschenko zwischen 1968 und 1971 68 Ligaspiele mit seinem neuen Klub und stand 1969 und 1971 im Finale des Sowjetischen Fußballpokals. 1972 wechselte er zu Zenit Leningrad, für die er in 99 Ligaspielen 23 Tore erzielen konnte. Sintschenko kam mit seiner neuen Mannschaft jedoch nicht über den siebten Tabellenrang hinaus. Nachdem Zenit 1975 nur noch den 16. Platz belegt hatte, wechselte Sintschenko 1976 zum Lokalrivalen Dynamo Leningrad, mit dem ihm bereits in der ersten Saison der Aufstieg in die zweite Liga gelang. 1977 erzielte er in der zweiten Liga 19 Tore, die torreichste Saison für Sintschenko. 1979 wechselte er wieder zu Zenit Leningrad in die erste Liga. Zwischen 1969 und 1973 wurde er insgesamt drei Mal in der Fußballnationalmannschaft der UdSSR eingesetzt. 
1980 fragte der Vizepräsident des SK Rapid Wien, Heinz Holzbach, bei dem befreundeten Journalisten Kurt Castka, der bei der kommunistischen Volksstimme arbeitete, nach, ob es nicht möglich sei, einen sowjetischen Legionär nach Österreich zu holen. Dieser nutzte seine Kontakte, woraufhin das Sportministerium der Sowjetunion Sintschenko, damals 31 Jahre alt, für den Transfer bestimmte. Einem Superstar wollte man den Weg in den Westen nicht erlauben. Nachdem die sowjetischen Fußballspieler offiziell als Amateure galten, wurde Sintschenko nicht als Fußballer, sondern als „Techniker“ in den Westen gesandt. Rapid Wien stellte ihm eine Wohnung, seine Gage ging an die sowjetische Handelsdelegation. Sintschenkos Frau durfte ihn besuchen, während sein Kind in der Sowjetunion bleiben musste. Zusammen mit Spielerlegenden wie Hans Krankl, Antonín Panenka oder Josef Hickersberger wurde Sintschenko 1982 und 1983 Österreichischer Fußballmeister sowie 1983 auch Cupsieger. Danach kehrte Sintschenko wieder in die Sowjetunion zurück. Er erhielt von Rapid freiwillige Prämien ausgezahlt, mit denen er sich vor seiner Rückkehr ein Auto kaufte.
Nach seiner Rückkehr war Sintschenko in den 1980er und 1990er Jahren als Trainer aktiv.

## Erfolge
- 2 × Österreichischer Meister: 1982, 1983 (Rapid)
- 1 × Österreichischer Pokalsieger:  1983 (Rapid)